# 佩塔卡峰
03°39′36″N 65°30′46″W / 3.66000°N 65.51278°W
佩塔卡峰（Cerro Petaca），是委內瑞拉的山峰，位於該國南部亞馬遜州，處於馬拉瓦卡峰以西，屬於杜伊達-馬拉瓦卡國家公園的一部分，海拔高度2,700米。